# Yohann Pelé
Pour les articles homonymes, voir Pelé (homonymie).
Yohann Pelé, né le 4 novembre 1982 à Brou-sur-Chantereine (Seine-et-Marne), est un footballeur international français qui évolue au poste de gardien de but de 1999 à 2021.
Surnommé « l'albatros », Yohann Pelé était réputé pour sa grande taille dans les buts
Espoir du football français à ses débuts, sa carrière est contrariée par les blessures. Il est licencié par le Toulouse FC en 2012 à la suite d'une embolie pulmonaire bilatérale contractée le 12 octobre 2010, qui lui interdit de rejouer au football. 
En janvier 2014, après plus de trois ans sans jouer au football, il rejoint pourtant le FC Sochaux où il se met de nouveau en évidence avant de rejoindre l'Olympique de Marseille en 2015, où il évolue pendant six saisons.

## Biographie

### Début au Mans UC (1999-2009)
Formé à l'US Torcy en jeunes, puis le CS Meaux avant de rejoindre Le Mans UC en 1999, Yohann Pelé fait ses débuts dans le groupe de réserve du MUC. Après avoir effectué un modeste parcours en CFA de 1999 à 2003, il se trouve barré en A par l'ancienneté de Jean-François Bédénik, de trois  ans son aîné. Le deuxième gardien est Vincent Demarconnay. Il joue son premier match professionnel le 10 septembre 2002 en tant que titulaire contre le FC Istres pour le compte de la 7e journée de Ligue 2. Au terme de la saison, le club est promu en Ligue 1 en terminant deuxième. 
Il joue son premier match de Ligue 1 le 20 décembre 2003 contre le FC Sochaux. En cours de saison, il supplante Bénédik dans les buts, mais ne parvient pas à éviter la descente. Le club termine 19e et retrouve la deuxième division seulement un an après leur montée. 
Apprécié par Frédéric Hantz, le nouveau coach manceau, il est remarqué dès sa première saison. Pour preuve, avec ses coéquipiers de la défense et surtout Laurent Bonnart, il parvient à n'encaisser que 30 buts. L'équipe finit avec la meilleure défense du championnat, en partie grâce aux bonnes prestations de "l'albatros". Pourtant sa seule saison complète en Ligue 2 n'est pas de tout repos. Il se trouve blessé dès la mi-novembre 2004. Le club fait appel à Willy Grondin pour pallier son absence. Peu utilisé à Nantes, et éternel doublure de Mickaël Landreau, ce gardien expérimenté de 30 ans espère obtenir une place de titulaire par ses bonnes prestations au Mans. Malgré un bon travail dans les cages mancelles, celui-ci prend plutôt mal les remarques de Frédéric Hantz sur sa petite taille. Pelé retrouve logiquement ses buts manceaux dès son rétablissement. À la fin de la saison, Pelé est définitivement titulaire et Grondin est transféré pour laisser place à un nouveau second : Rodolphe Roche. Le club termine second est retrouve à nouveau l'élite une saison après en être redescendu. 
Avec seulement 28 buts encaissés à une journée de la fin, le gardien espère une sélection comme troisième gardien pour la coupe du monde 2006. Mais les statistiques sont largement détériorées après la correction huit buts à un, subie par les mucistes à Gerland lors du dernier match de la saison, il encaisse 3 buts et se fait remplacer à la 36e minute par Rodolphe Roche. Bien qu'il ait été pressenti pour l'équipe de France, Raymond Domenech, préférera au jeune Manceau, le néo-Parisien Michaël Landreau. Il obtient tout de même en 2006, la récompense d'Étoile d'Or des gardiens de but de ligue 1 devant notamment Grégory Coupet et Fabien Barthez. La saison 2006-2007 est un peu moins fameuse pour Yohann quoiqu'il soit alors suivi par les grandes équipes étrangères ; à l'image d'Arsenal qui le supervise plus d'une fois au cours de la saison. Le président Legarda lui donne un « bon de sortie » lors du mercato 2007. 
Mais le gardien continue pour une saison avec le MUC. Sous la direction de Rudi Garcia, il devient un homme fort de l'effectif en prenant avec Marko Baša, le brassard de vice-capitaine de l'équipe. Là, le début de saison est délicat alors qu'il n'a toujours pas réussi à se frayer un chemin vers une moindre sélection nationale. Souvent blessé, il se fait oublier au profit de jeunes gardiens talentueux comme Hugo Lloris et Steve Mandanda. Il signe cependant son grand retour au haut niveau lors du quart de finale de coupe de la Ligue contre le champion de France l'Olympique lyonnais. En l'absence d'une grande majorité de titulaires, notamment Romaric, partis à la coupe d'Afrique des nations, il prend le brassard de capitaine. Son excellente prestation suscite les convoitises. Il permet grâce à ses nombreuses parades de conserver le score d'un but à zéro jusqu'au coup de sifflet final, et de qualifier Le Mans pour les demies. Sa fin de saison est plutôt mauvaise, avec une dégringolade en fin de parcours et de nombreux buts encaissés, qui ne jouent pas en sa faveur pour une éventuelle participation à l'Euro 2008. Malgré le fait qu'il avance en âge et en expérience, Pelé conserve toujours un gros problème d'irrégularité de son niveau. C'est ainsi que Frey et Mandanda sont sélectionnés. Comme « lot de consolation », Pelé est aligné en tant que pilier de la sélection espoir pour le tournoi estival de Toulon. Malgré son âge, il a bénéficié de la dérogation de la FIFA permettant à une équipe nationale espoir de sélectionner trois joueurs de plus de 23 ans. 
À l'été 2008, il est tout proche de s'engager auprès du FC Séville, en suivant son capitaine Romaric, alors que le président Henri Legarda lui a donné un bon de sortie. Alors que les deux clubs sont d'accord, le gardien refuse les conditions financières sévillanes (il est alors le joueur le mieux payé de Le Mans avec 100 000 € mensuels) et Pelé reste finalement au Mans. Pour la saison 2007-2008, il est cette fois considéré comme un "ancien", l'un des derniers de la génération de la remontée 2005 après les départs de Bonnart ou Matsui. Il n'obtient cependant pas le brassard de capitaine, puisqu'il revient à Frédéric Thomas, qui évolue au club depuis 1999. Le 14 octobre 2008 il est enfin convoqué en Équipe de France par Raymond Domenech, cependant, il suit le match contre la Tunisie depuis le banc de touche.
À la fin de la saison 2008-2009, il ne renouvelle pas son contrat avec le MUC, alors que de nombreuses propositions s'offre à lui. Sa dernière saison au MUC est mauvaise. L'équipe se sauve définitivement de la relégation lors de la dernière journée. Pelé est critiqué depuis le début de l'année au sein du club manceau. On lui reproche son manque de professionnalisme, et surtout un appât du gain dévorant. Il est le joueur le mieux payé du club, ce qui irrite Legarda, surtout au vu des bonnes prestations de sa doublure, Rodolphe Roche.

### Toulouse FC (2009-2012)
Il anime un mini-feuilleton de l'été lors du mercato. Libre de tout contrat, il est contacté par Bordeaux pour prendre la succession du mythique Ulrich Ramé. Le joueur ne répond pas ou bien clame son envie d'ailleurs, étant suivi par Arsenal et Manchester United. Après quelques semaines de négociations, les récents champions de France décident de porter leur regard ailleurs, échauffés par l'attitude mercenaire de Pelé, décidé à partir au meilleur prix et au meilleur challenge. Les Girondins recrutent finalement Cédric Carrasso. Et c'est finalement Pelé qui prendra la place de ce dernier dans le club rival de Toulouse, et ce, après avoir refusé la première offre du « téfécé ». Il signe un contrat de 4 ans le 29 juin 2009. Le 17 juillet, il participe au match amical contre le rival bordelais. Dès ce premier match, il est blessé à la main droite par l'Argentin Fernando Cavenaghi. Il joue finalement son premier match officiel avec le club de la ville rose le 12 septembre suivant contre l'AS Nancy lors de la 5e journée de Championnat de France de football.
Le 12 octobre 2010, le TFC annonce qu'il souffre d'une embolie pulmonaire bilatérale, ce qui entraînera une durée d'indisponibilité de six mois minimum. En décembre 2010, on apprend lors d'une interview qu'il ne pourra pas rejouer avant octobre 2011 au mieux, et que sa carrière est menacée. Le club ne souhaite alors pas donner de nouvelles de Pelé. En juillet 2012, Mohamed Fofana, qui vient de quitter le club de la ville rose annonce lors d'une interview que les dernières nouvelles concernant Yohann Pelé sont mauvaises, et qu'il pourrait ne plus rejouer au football. Le 9 mai 2012, le TFC licencie Yohan Pelé.
Le 4 janvier 2013, Yohann Pelé annonce vouloir rejouer au football après l'autorisation des médecins. Il réussit à trouver un accord avec le Dijon FCO pour s'entretenir physiquement avec le groupe jusqu'à qu'il retrouve un club intéressé par ses services. 

### FC Sochaux-Montbéliard (2014-2015)
Un an plus tard, il est mis à l'essai par le FC Sochaux-Montbéliard, où il signe un contrat de 2 ans et demi le 31 janvier, dernier jour du mercato hivernal. Il joue son premier match sous les couleurs sochaliennes le 8 février 2014 contre Lille OSC lors de la 24e journée de Ligue 1, alors que l'équipe compte sept points de retard sur le premier non-relégable. Malgré son expérience et des performances saluées, il ne parvient pas à empêcher la relégation du club en L2. 
La saison suivante, le club ne réussit pas à remonter en Ligue 1 malgré de bonnes prestations de leur gardien qui est nommé pour le trophée UNFP de meilleur gardien de Ligue 2. Le 9 juin 2015, le club sochalien annonce qu'un accord mutuel a été trouvé afin qu'il quitte libre le Doubs à une année de la fin de son contrat. 

### Olympique de Marseille (2015-2021)
Le 18 juin 2015, Yohann Pelé s'engage pour un contrat de quatre ans en faveur de l'Olympique de Marseille, alors qu'il est attendu au SC Bastia. Le club phocéen envisage de prêter Brice Samba au SC Bastia alors que le club corse critique vivement la façon dont l'OM a traité ce dossier. Il dispute son premier match sous les couleurs de l'Olympique de Marseille lors du huitième de finale de coupe de la Ligue contre le Bourg-en-Bresse 01, remporté trois buts à deux. Le club connaît une saison difficile avec trois entraîneurs différents durant la saison et une treizième place en championnat malgré un bon parcours en coupe de France jusqu'à la finale perdue face au Paris SG sur le score de quatre buts à deux.
La saison suivante marque le départ de Steve Mandanda et Pelé devient numéro un, à l'âge de 33 ans. Il signe une première partie de saison en demi-teinte marquée notamment par une prestation ratée contre l'OGC Nice qui coûte la défaite à son équipe. La deuxième partie de saison est bien meilleure, il réalise plusieurs prestations de haute volée lors du sprint final et permet à son équipe de garder la cinquième place qualificative pour la Ligue Europa. Sa première saison en tant que titulaire à l'OM est plutôt réussie et Pelé reste le gardien à avoir réalisé le plus de « clean sheets » (matchs sans prendre de but) dans les cinq grands championnats lors de la saison 2016-2017.
Pour sa troisième saison sous les couleurs marseillaises, il redevient doublure après le retour de Steve Mandanda. Cependant les blessures de celui-ci ramène plusieurs fois "l'Albatros" sur le devant de la scène notamment dans une fin de saison à enjeux où l'Olympique de Marseille est en lutte pour le podium en Ligue 1 et pour une finale de Ligue Europa. Après avoir fait passer quelques frissons aux supporters marseillais pour son retour il se ressaisit et sort deux prestations dignes des plus grands en demi-finale de la Ligue Europa face au Red Bull Salzbourg, d’abord au Stade Vélodrome puis surtout lors du match retour en Autriche où il se montre déterminant lors de la qualification de son équipe pour la finale. Le club termine à la quatrième place du championnat et s'incline en finale de Ligue Europa à laquelle il assiste depuis le banc.
Il joue neuf matchs de championnat et quatre matchs de Ligue Europa lors de la saison 2018-2019, qui se termine par une cinquième place de Ligue 1 et une élimination dès la phase de groupes de la compétition européenne. Les deux saisons suivantes sont beaucoup moins chargées pour Yohann Pelé, qui joue seulement huit matchs sur ces deux saisons, dont le Trophée des champions 2020, où il rentre en jeu en 2e mi-temps, et qui se termine par une défaite contre le Paris SG sur le score de deux buts à un.
Après six saisons passées au club, il arrive en fin de contrat le 30 juin 2021 et est laissé libre par l'Olympique de Marseille.

## Sélections
Il est pré-sélectionné en équipe de France A à partir du printemps 2006. 
En mai 2008, il participe à un tournoi amical en Suède avec l'équipe de France Espoirs, bien qu'ayant plus de 23 ans. Il joue deux matchs contre la Suède et les Pays-Bas.
Il est appelé pour la première fois dans le groupe de l'équipe de France pour affronter la Tunisie le 14 octobre 2008.
En avril 2016, il fait partie d'une liste de 58 joueurs sélectionnables en équipe de Bretagne, dévoilée par Raymond Domenech qui en est le nouveau sélectionneur.

## Statistiques
| Saison                | Club                   | Championnat           | Championnat | Championnat | Coupe nationale | Coupe nationale | Coupe de la Ligue | Coupe de la Ligue | Supercoupe | Supercoupe | Compétition(s) continentale(s) | Compétition(s) continentale(s) | Compétition(s) continentale(s) | Total | Total |
| Saison                | Club                   | Division              | M.          | B.          | M.              | B.              | M.                | B.                | M.         | B.         | Comp.                          | M.                             | B.                             | M.    | B.    |
| 2002-2003             | Le Mans UC             | Ligue 2               | 2           | 0           | -               | -               | 1                 | 0                 | -          | -          | -                              | -                              | -                              | 3     | 0     |
| 2003-2004             | Le Mans UC             | Ligue 1               | 10          | 0           | -               | -               | 3                 | 0                 | -          | -          | -                              | -                              | -                              | 13    | 0     |
| 2004-2005             | Le Mans UC             | Ligue 2               | 24          | 0           | -               | -               | 2                 | 0                 | -          | -          | -                              | -                              | -                              | 26    | 0     |
| 2005-2006             | Le Mans UC             | Ligue 1               | 36          | 0           | -               | -               | 3                 | 0                 | -          | -          | -                              | -                              | -                              | 39    | 0     |
| 2006-2007             | Le Mans UC             | Ligue 1               | 29          | 0           | 2               | 0               | 2                 | 0                 | -          | -          | -                              | -                              | -                              | 33    | 0     |
| 2007-2008             | Le Mans UC             | Ligue 1               | 31          | 0           | -               | -               | 3                 | 0                 | -          | -          | -                              | -                              | -                              | 34    | 0     |
| 2008-2009             | Le Mans UC             | Ligue 1               | 32          | 0           | 3               | 0               | 1                 | 0                 | -          | -          | -                              | -                              | -                              | 36    | 0     |
| Sous-total            | Sous-total             | Sous-total            | 164         | 0           | 5               | 0               | 15                | 0                 | -          | -          | -                              | -                              | -                              | 184   | 0     |
| 2009-2010             | Toulouse FC            | Ligue 1               | 18          | 0           | -               | -               | -                 | -                 | -          | -          | C3                             | 4                              | 0                              | 22    | 0     |
| 2010-2011             | Toulouse FC            | Ligue 1               | -           | -           | -               | -               | 1                 | 0                 | -          | -          | -                              | -                              | -                              | 1     | 0     |
| 2011-2012             | Toulouse FC            | Ligue 1               | -           | -           | -               | -               | -                 | -                 | -          | -          | -                              | -                              | -                              | 0     | 0     |
| Sous-total            | Sous-total             | Sous-total            | 18          | 0           | -               | -               | 1                 | 0                 | -          | -          | -                              | 4                              | 0                              | 23    | 0     |
| 2013-2014             | FC Sochaux-Montbéliard | Ligue 1               | 15          | 0           | -               | -               | -                 | -                 | -          | -          | -                              | -                              | -                              | 15    | 0     |
| 2014-2015             | FC Sochaux-Montbéliard | Ligue 2               | 34          | 0           | 1               | 0               | -                 | -                 | -          | -          | -                              | -                              | -                              | 35    | 0     |
| Sous-total            | Sous-total             | Sous-total            | 49          | 0           | 1               | 0               | -                 | -                 | -          | -          | -                              | -                              | -                              | 50    | 0     |
| 2015-2016             | Olympique de Marseille | Ligue 1               | 2           | 0           | -               | -               | 2                 | 0                 | -          | -          | C3                             | -                              | -                              | 4     | 0     |
| 2016-2017             | Olympique de Marseille | Ligue 1               | 38          | 0           | 3               | 0               | 2                 | 0                 | -          | -          | -                              | -                              | -                              | 43    | 0     |
| 2017-2018             | Olympique de Marseille | Ligue 1               | 10          | 0           | 1               | 0               | 1                 | 0                 | -          | -          | C3                             | 8                              | 0                              | 20    | 0     |
| 2018-2019             | Olympique de Marseille | Ligue 1               | 9           | 0           | 0               | 0               | -                 | -                 | -          | -          | C3                             | 4                              | 0                              | 13    | 0     |
| 2019-2020             | Olympique de Marseille | Ligue 1               | 2           | 0           | 3               | 0               | -                 | -                 | -          | -          | -                              | -                              | -                              | 5     | 0     |
| 2020-2021             | Olympique de Marseille | Ligue 1               | 1           | 0           | 2               | 0               | -                 | -                 | 1          | 0          | C1                             | -                              | -                              | 4     | 0     |
| Sous-total            | Sous-total             | Sous-total            | 62          | 0           | 9               | 0               | 5                 | 0                 | 1          | 0          | -                              | 12                             | 0                              | 89    | 0     |
| Total sur la carrière | Total sur la carrière  | Total sur la carrière | 293         | 0           | 15              | 0               | 21                | 0                 | 1          | 0          | -                              | 16                             | 0                              | 346   | 0     |

16 matchs de coupe d'Europe en carrière.

## Palmarès

### En club

#### Le Mans Football Club
Ligue 2 : Vice-champion en 2003 et 2005

#### Olympique de Marseille
Ligue 1 : Vice-champion en 2020
Trophée des champions : Finaliste en 2020
Ligue Europa : Finaliste en 2018
Coupe de France : Finaliste en 2016

### Distinction personnelle
Yohann Pelé est élu Étoile d'or 2006 par France Football. 
En 2014 il est nommé au Trophées UNFP de meilleur gardien de Ligue 2.